# Beth Potter
Beth Potter, född 27 december 1991, är en brittiska triatlet och långdistanslöpare.
Potter började som långdistanslöpare och deltog vid OS 2016 på 10 000 meter innan hon bytte sport och började tävla i triatlon 2017. 2019 tog hon guld på EM och 2023 tog hon guld i världscupserien.